# Люцерн
Люце́рн (нем. Luzern [luˈtsɛɐn], алем. нем. Lozärn, фр. Lucerne [lyˈsɛʁn], итал. Lucerna [luˈtʃerna], романш. Lucerna) — город в Швейцарии, в центре Швейцарского плато, столица одноимённого немецкоязычного кантона Люцерн. Город находится на берегу озера Люцерн, у подножия горы Пилатус.

## История
Историки предполагают, что Люцерн был основан во времена Римской империи или ещё раньше. В том месте, где река Ройс вытекает из Фирвальдштетского озера, уже существовало небольшое поселение. Монастырь Санкт-Леодегар им Гоф был основан в начале VIII века, а первое летописное упоминание о нём относится к 840 году. Вокруг моста через Ройс (Ройсбрюкке), соединявшего монастырь с расположенными южнее хуторами, со временем выросло торговое село, занимавшее довольно важное место в регионе. В 1178 году этот церковный приход перешёл от монастыря Санкт-Леодегар им Гоф к Люцерну, и именно этот акт истории и рассматривают как акт основания города.
Новым толчком для развития города послужило открытие перевала Сен-Готард в 1220 году. В этот период была возведена первая крепостная стена, укреплённая башнями.
1332 год стал знаменательной датой в истории Швейцарии: впервые было установлено постоянное равноправие между городскими и сельскими поселениями, сыгравшее важную роль в становлении союза кантонов. Вероятно, лишь со вступлением Люцерна было обеспечено существование молодой Швейцарской Конфедерации. Это знаменательное событие послужило городу толчком в развитии, и Люцерн вскоре превратился в город-государство.
В 1386 году победа, одержанная Швейцарской Конфедерацией при Земпахе, помогла Люцерну окончательно освободиться от гнета Австрии и способствовала, таким образом, образованию территориального государства Люцерн. В конце XVIII столетия городом-государством полностью правил патрициат, состоявший лишь из 29 указанных поименно родов.
Будучи первым городом, вступившим в Швейцарскую Конфедерацию, Люцерн издавна занимал в ней особое место, что, наряду с удачным географическим положением города, казалось бы, должно было сделать его столицей Швейцарии. Однако кантон Люцерн возглавил Зондербунд, потерпевший в 1847 году поражение, а его жители в 1848 году проголосовали против принятия федеральной конституции, так что столицей Швейцарии стал, в конце концов, Берн. Таким образом, Люцерн потерял в середине XIX века своё влияние и значение в политическом смысле, но впоследствии, благодаря развитию туризма, этот город стал культурным центром всей Швейцарии. Лев Толстой, приводя в своём рассказе «Люцерн» (1857) выдержку из путеводителя по Швейцарии, названного по имени английского книгоиздателя Джона Меррея, констатировал:
„Люцерн, старинный кантональный город, лежащий на берегу озера четырёх кантонов, — говорит Murray, — одно из самых романтических местоположений Швейцарии; в нём скрещиваются три главные дороги; и только на час езды на пароходе находится гора Риги, с которой открывается один из самых великолепных видов в мире“.

Справедливо или нет, другие гиды говорят то же, и потому путешественников всех наций, и в особенности англичан, в Люцерне — бездна.
1 января 2009 года в состав Люцерна вошла коммуна Литтау, ставшая одним из районов города (нем. Stadtkreis).

## Достопримечательности

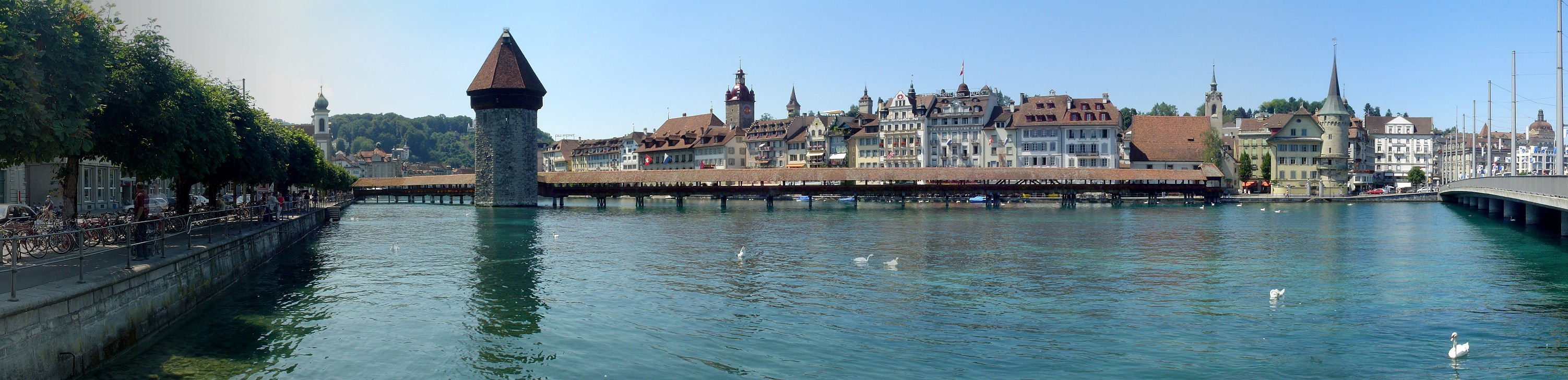
Вид на Люцерн с мостом Капельбрюкке, башней Вассертурм и ратушей

Люцерн богат достопримечательностями и с ними стоит знакомиться пешком, ведь Старый город — это небольшая пешеходная зона. Многие здания украшены фресками или картинами, повествующими о предназначении конкретного здания или об исторических событиях, благодаря которым здание было построено.
«Визитной карточкой» Люцерна являются башня Вассертурм и мост Капельбрюкке.

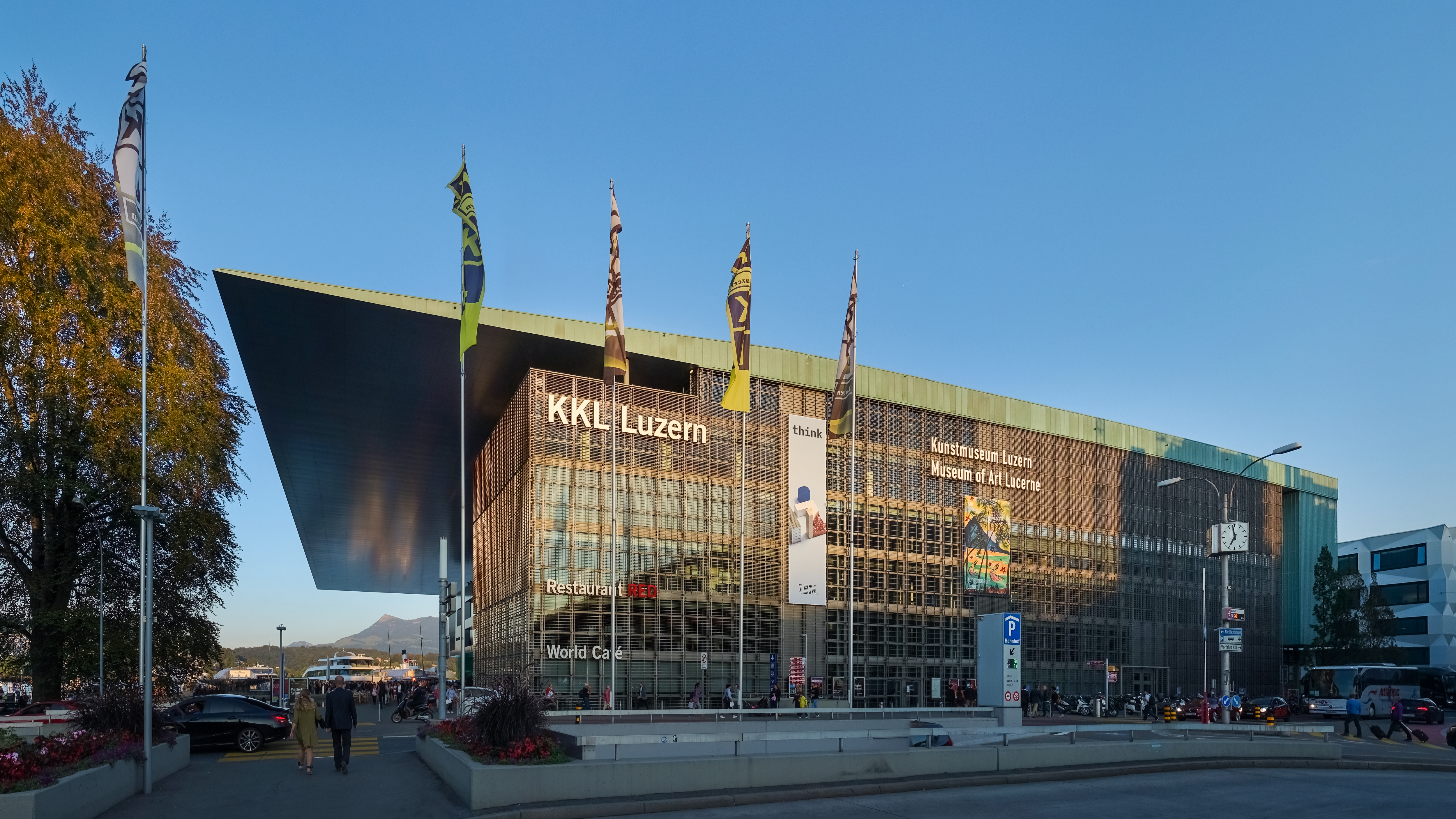
KKL — Центр культуры и конгрессов

Рядом с железнодорожным вокзалом находится Центр культуры и конгрессов (KKL). Само здание, законченное в 1999 году французским архитектором, обладателем Притцкеровской премии Жаном Нувелем, представляет собой образец современной архитектуры и дизайна. На четвёртом этаже центра находится Кунстмузеум — Музей искусства г. Люцерн. Сам центр, площадь и набережная возле него часто являются площадкой для выставок, концертов, фестивалей.
«Умирающий лев» — работа датского скульптора Торвальдсена, принадлежит к числу всемирно известных скульптур. Этот памятник был воздвигнут в честь солдат Швейцарской гвардии, которые погибли во время штурма дворца Тюильри 10 августа 1792 года, защищая жизнь французского короля. Марк Твен описал этот памятник как «самое грустное и самое трогательное каменное изваяние в мире».

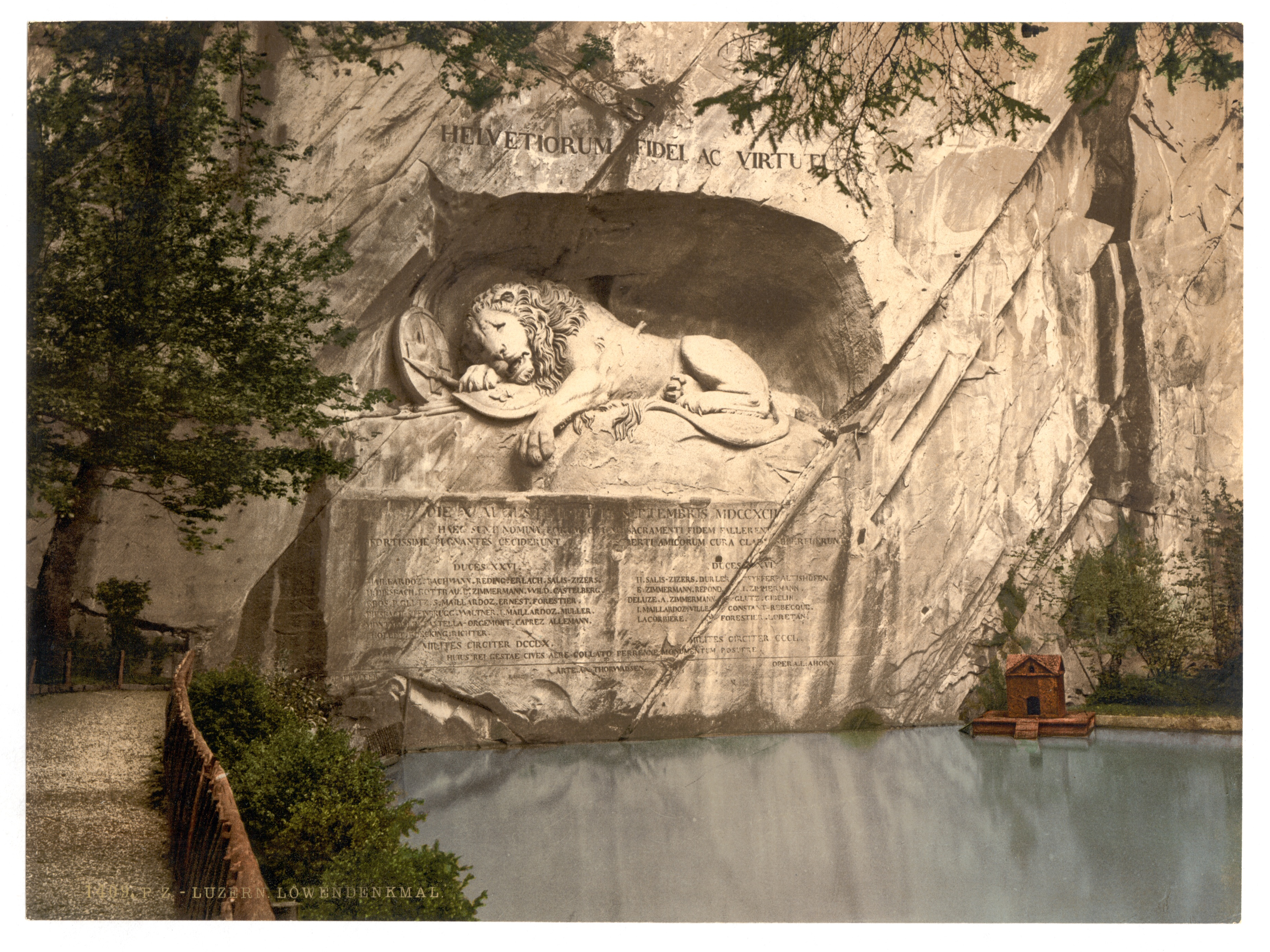
Памятник «Умирающий лев» (фото 1900 года)

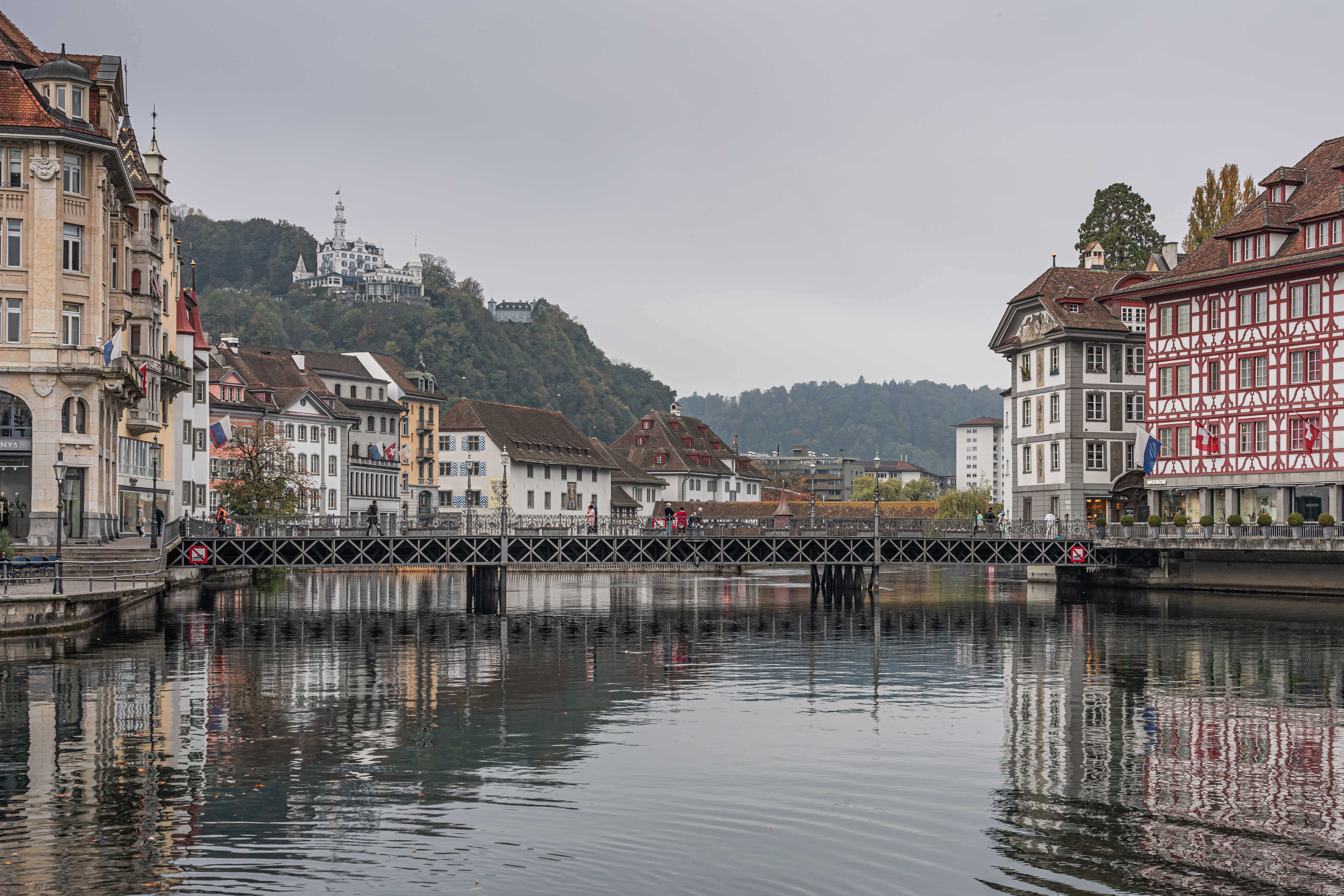
Типичные исторические здания

В Люцерне сохранился значительный участок средневековой стены Музеггмауэр (сооруженной около 1400 года, длиной 870 метров) с восемью высокими башнями. Три из них открыты для посещения. Часы одной из башен имеют привилегию отзванивать каждый час на одну минуту раньше, чем все другие городские часы. В Швейцарии сейчас уже почти не осталось городов со средневековыми стенами, и в этом состоит ещё одна отличительная черта Люцерна.
Рядом с церковью Иезуитов расположен Рыцарский дворец. Первоначально это ренессансное здание принадлежало ордену иезуитов, а с 1804 года стало резиденцией городской администрации. Его внутренний двор с тосканской колоннадой — настоящий уголок солнечной Италии.
Люцерн — преимущественно католический город, в отличие от близлежащих Берна и Цюриха, где доминирует протестантизм: три его самые известные церкви — Францисканская, Иезуитская и Святого Леодегарда — относятся к католической общине города.
В Люцерне расположен крупнейший в Европе музей транспорта. Также в Люцерне проводится знаменитая Люцернская регата — международные соревнования по академической гребле.

## Транспортная доступность
Люцерн связан железнодорожным сообщением со всеми крупными городами Швейцарии. Ближайший международный аэропорт находится в 70 км в Цюрихе.

## Округ Люцерн-Штадт
До 2012 года в кантоне Люцерн существовали 5 управленческих округов (нем. Amt). Город Люцерн вместе с 17 другими коммунами входил в состав округа Люцерн.
1 января 2013 года управленческие округа были упразднены, вместо них созданы избирательные округа (нем. Wahlkreis). Город Люцерн образовал отдельный избирательный округ Люцерн-Штадт (нем. Luzern-Stadt), в то время как остальные коммуны управленческого округа были объединены в избирательный округ Люцерн-Ланд.

## Уроженцы
- Петер Биксель (р. 1935) — швейцарский и немецкий писатель и журналист.

## Города-побратимы
- Чикаго (англ. Chicago), Иллинойс, США (1998)[2]